# Lorenzo Landi
Lorenzo Landi (1567 - 12 de dezembro de 1627) foi um prelado católico romano que serviu como bispo de Fossombrone (1612–1627).

## Biografia
Lorenzo Landi nasceu em Velletri, na Itália, em 1567. A 4 de julho de 1612, foi nomeado Bispo de Fossombrone durante o papado de Paulo V. No dia 29 de julho de 1612, foi consagrado bispo por Giovanni Garzia Mellini, Cardeal-Sacerdote de Santi Quattro Coronati, com Ottavio Accoramboni, Bispo Emérito de Fossombrone, e Paolo De Curtis, Bispo Emérito de Isernia, servindo como co-consagradores. Serviu como Bispo de Fossombrone até à sua morte a 12 de dezembro de 1627.

## Sucessão episcopal
Enquanto bispo, foi o principal co-consagrador de:
- Ottavio Ridolfi, Bispo de Ariano (1612);
- Francesco Cennini de' Salamandri, Bispo de Amelia (1612);
- Francesco Diotallevi, Bispo de Sant'Angelo dei Lombardi e Bisaccia (1614); e
- Girolamo Curlo, Bispo de Ventimiglia (1614).